# 마일스 피셔
마일스 피셔(Miles Fisher, 1983년 6월 23일 ~ )는 미국의 배우, 음악가, 희극인, 사업가이다.

## 출연 작품

### 영화
- 슈퍼히어로 (2008)
- 파이널 데스티네이션 5 (2011)
- 제이. 에드가 (2011)
- 베이비 메이커스 (2012)
- Nothing Real (2013) - 단편
- Believe Me (2014)
- 나, 그, 그녀 (2015, Me Him Her)
- 울브스 앳 더 도어 (2016)
- 100번째 거짓말: 거짓말쟁이의 사랑법 (2018, The Truth About Lies)

### 텔레비전
- 트루 우먼 (1997, True Women)